# Дазе, Эрик
Эри́к Дазе́ (фр. Éric Dazé; род. 2 июля 1975, Монреаль, Квебек, Канада) — канадский хоккеист, нападающий, отыгравший в НХЛ 11 сезонов в составе «Чикаго Блэкхокс».

## Биография

### Игровая карьера
Эрик Дазе начинал свою карьеру в юношеских хоккейных лигах Северной Америки. В сезоне 1992—93 он вошёл в состав клуба Главной юниорской хоккейной лиги Квебека (QMJHL) «Халл Олимпикс» и в том же сезоне был обменян в «Бьюпорт Харфэнгз». Несмотря на отличные выступления в «Бьюпорте» и неплохие показатели на юношеском уровне (в сумме 261 очко в 191 матче), ценность Дазе как игрока среди скаутов НХЛ была довольно низкой из-за его нежелания играть жёстко, хотя его физические показатели к этому располагали.
Дазе был задрафтован в четвёртом раунде драфта 1993 года под общим 90-м номером клубом НХЛ «Чикаго Блэкхокс» с помощью права выбора, полученного после обмена Доминика Гашека (отданного в «Филадельфия Флайерз») на Стефана Борегара. Дебют Дазе в НХЛ получился отличным: он вошёл в символическую сборную новичков НХЛ по итогам сезона 1995—96, сумев забросить 30 шайб в регулярном сезоне. С сезона 1995—96 и по сезон 2002—03 включительно Дазе неизменно забрасывал более 20-ти шайб в регулярном сезоне, даже если ему приходилось долго лечиться от полученных травм. В результате ему удалось принять участие в Матче всех звёзд НХЛ в 2002 году. Кроме того, он даже смог стать MVP этого матча (два гола + голевая передача). Для игроков «Чикаго» это был первый случай после легендарного Бобби Халла, который смог стать самым ценным игроком Матча всех звёзд в 1971 году.
Мнения болельщиков об игре Дазе часто были полярными: одни обвиняли его в нежелании играть в силовой хоккей, несмотря на отличные антропометрические данные; другие восхищались его голевым чутьём, особенно в ключевые моменты матчей, а также его сильным и точным кистевым броском и отличной игре в одно касание.
В течение почти всей карьеры Дазе преследовали проблемы со спиной, в результате которых в сезоне 2003—04 ему удалось сыграть только 19 матчей. Даже после трёх перенесённых в течение пяти лет операций по поводу межпозвонковой грыжи он по-прежнему ощущал боли в спине. Он пробовал вернуться в «Чикаго» в 2005 году после локаута, но в итоге сыграл только один период в стартовом матче сезона, после чего тихо завершил профессиональную карьеру. Официально об этом было объявлено 20 марта 2010 года.

### Достижения
- Участие в Матче всех звёзд НХЛ в 2002 году.
- MVP Матча всех звёзд НХЛ в 2002 году.

### Статистика
| 1990—91     | Лаваль Риджентс  | QAHA        | 30  | 25  | 20  | 45  | 30  | —  | — | —  | —  | —  |
| 1991—92     | Лаваль Риджентс  | QAAA        | 35  | 30  | 29  | 59  | 40  | 12 | 8 | 10 | 18 | 8  |
| 1992—93     | Халл Олимпикс    | QMJHL       | 55  | 13  | 19  | 32  | 14  | —  | — | —  | —  | —  |
| 1992—93     | Бьюпорт Харфэнгз | QMJHL       | 13  | 6   | 17  | 23  | 10  | —  | — | —  | —  | —  |
| 1993—94     | Бьюпорт Харфэнгз | QMJHL       | 66  | 59  | 48  | 107 | 31  | —  | — | —  | —  | —  |
| 1994—95     | Бьюпорт Харфэнгз | QMJHL       | 57  | 54  | 45  | 99  | 20  | 16 | 9 | 12 | 21 | 23 |
| 1994—95     | Чикаго Блэкхокс  | НХЛ         | 4   | 1   | 1   | 2   | 2   | 16 | 0 | 1  | 1  | 4  |
| 1995—96     | Чикаго Блэкхокс  | НХЛ         | 80  | 30  | 23  | 53  | 18  | 10 | 3 | 5  | 8  | 3  |
| 1996—97     | Чикаго Блэкхокс  | НХЛ         | 71  | 22  | 19  | 41  | 16  | 6  | 2 | 1  | 2  | 1  |
| 1997—98     | Чикаго Блэкхокс  | НХЛ         | 80  | 31  | 11  | 42  | 22  | —  | — | —  | —  | —  |
| 1998—99     | Чикаго Блэкхокс  | НХЛ         | 72  | 22  | 20  | 42  | 22  | —  | — | —  | —  | —  |
| 1999—00     | Чикаго Блэкхокс  | НХЛ         | 59  | 23  | 13  | 36  | 28  | —  | — | —  | —  | —  |
| 2000—01     | Чикаго Блэкхокс  | НХЛ         | 79  | 33  | 24  | 57  | 16  | —  | — | —  | —  | —  |
| 2001—02     | Чикаго Блэкхокс  | НХЛ         | 82  | 38  | 32  | 70  | 36  | 5  | 0 | 0  | 0  | 2  |
| 2002—03     | Чикаго Блэкхокс  | НХЛ         | 54  | 22  | 22  | 44  | 14  | —  | — | —  | —  | —  |
| 2003—04     | Чикаго Блэкхокс  | НХЛ         | 19  | 4   | 7   | 11  | 0   | —  | — | —  | —  | —  |
| 2004—05     | Локаут           | —           | —   | —   | —   | —   | —   | —  | — | —  | —  | —  |
| 2005—06     | Чикаго Блэкхокс  | НХЛ         | 1   | 0   | 0   | 0   | 2   | —  | — | —  | —  | —  |
| Всего в НХЛ | Всего в НХЛ      | Всего в НХЛ | 601 | 226 | 172 | 398 | 176 | 37 | 5 | 7  | 12 | 8  |

| Год   | Команда | Турнир | Игры | Г | П | Очки | Штраф |
| ----- | ------- | ------ | ---- | - | - | ---- | ----- |
| 1998  | Канада  | ЧМ     | 3    | 1 | 4 | 5    | 0     |
| 1999  | Канада  | ЧМ     | 2    | 0 | 1 | 1    | 0     |
| Всего | Всего   | Всего  | 5    | 1 | 5 | 6    | 0     |